# 青列車

青列車の走行経路（カレー - ヴェンティミリア）

青列車（仏: le Train Bleu:ル・トラン・ブルー、英: the Blue Train:ザ・ブルー・トレイン）は、北フランスのカレーあるいはパリと南フランスのコート・ダジュール（リヴィエラ）地方を結んでいた夜行列車である。
元は「カレー・地中海急行(Calais-Méditerranée Express)」が正式名称だったが、1922年の新型車両導入時からトラン・ブルーと呼ばれるようになり、1949年からは正式な名称となった。営業は国際寝台車会社（ワゴン・リ社）によって行われており、ヨーロッパを代表する豪華列車の一つだったが、1971年に同社が列車の営業から撤退してからはフランス国鉄の列車となった。

## 前史

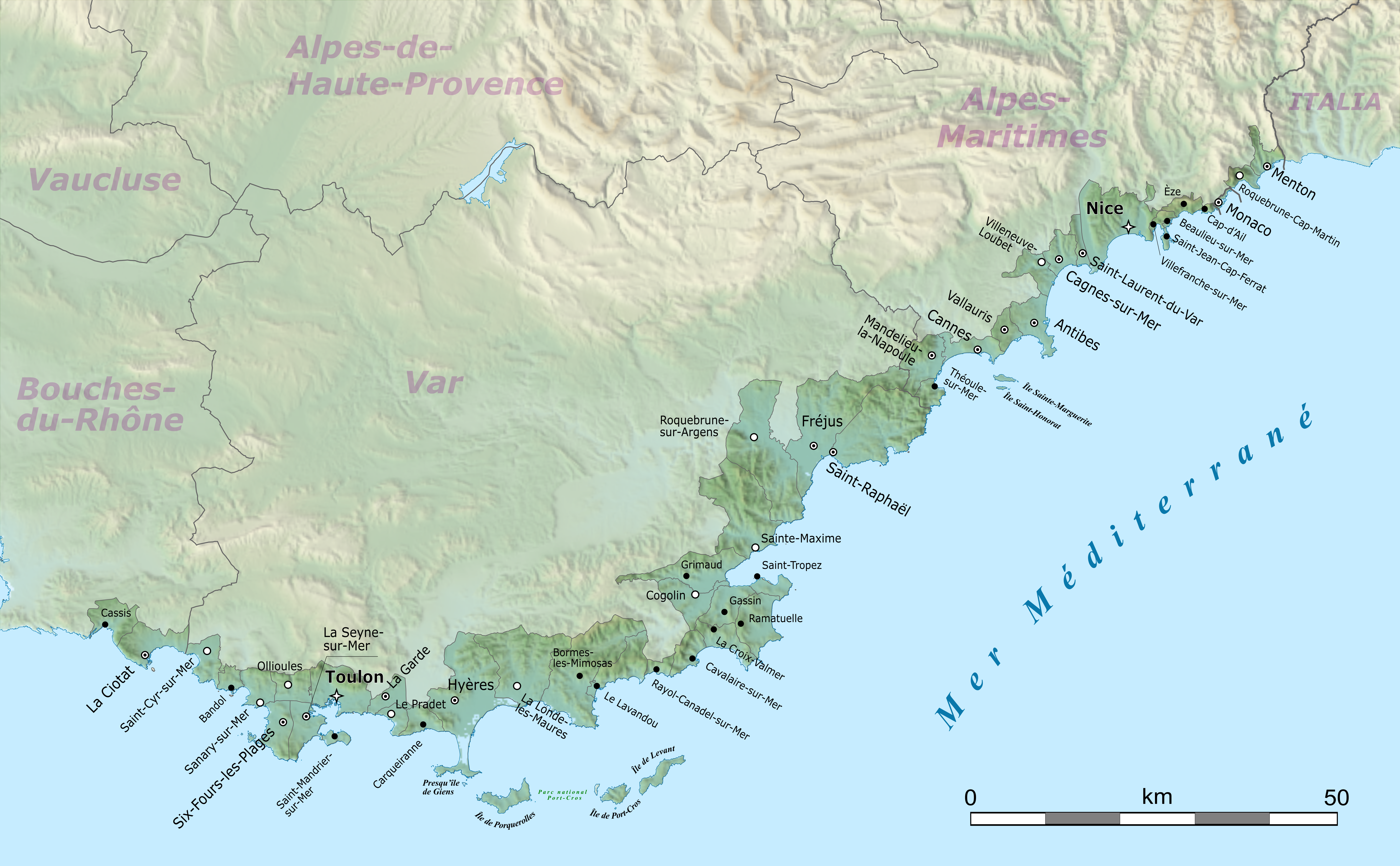
コート・ダジュールの地図

パリからマルセイユを経由してニースに至る鉄道が全通したのは1872年のことである。ニースからはジェノヴァを経由してローマに至る鉄道に接続された。
ワゴン・リ社は1876年10月15日からパリ - マントン間で寝台列車の営業を開始した。これは冬季のみの季節列車であり、列車の運行そのものはパリ・リヨン・地中海鉄道(PLM)によって行われていた。1880年にはマントンからローマまで延長されている。さらに1883年12月8日からは、イギリスからの旅客を獲得するため起点をカレーに変更し、カレー・パリ・ニース・ローマ急行(Calais-Paris-Nice-Rome Express)として運転された。1884年から1885年の冬にはカレー・ニース急行(Calais-Nice Express)の名でカレー - マントン間で運転された。
1886年11月には名をカレー・地中海急行と改め、運転区間はカレー - ヴェンティミリア間となった。この時から1890年代まで、列車は11月から5月までの週2往復の季節列車だった。カレーからは北部鉄道の線路をパリ北方まで走り、グランド・サンチュール（大環状線）を経由してパリ・リヨン駅に至り、そこで向きを変えてマルセイユ経由ニース・ヴェンティミリアに至っていた。ダイヤはイギリスからの船に接続してカレーを午後早くに発車し、パリ発は夕刻で翌日昼ごろコート・ダジュールに到着するよう設定されており、ダイヤ改正のたびに少しずつ所要時間が短縮された。1896年からはパリ北駅を経由するようになり、北駅-リヨン駅間はプティト・サンチュール（小環状線）経由で移動した。
19世紀末から20世紀初頭にかけては、カレー・パリのほかベルリン、アムステルダム、ウィーン、サンクトペテルブルクなどからも冬季にコート・ダジュール行の寝台列車が運転された。しかし1914年の第一次世界大戦勃発により、これらの列車は同年冬以降はすべて運休となった。
終戦後、1920年11月16日からパリ - マントン間で地中海急行(Méditerranée Express)として寝台列車の運転が再開され、翌1921年12月9日にはカレー - ヴェンティミリア間の列車が復活した。ただし戦前とはやや経路が異なり、パリ北駅は経由せず直接プティト・サンチュールに入りリヨン駅に向かうように変更された。

## 黄金期

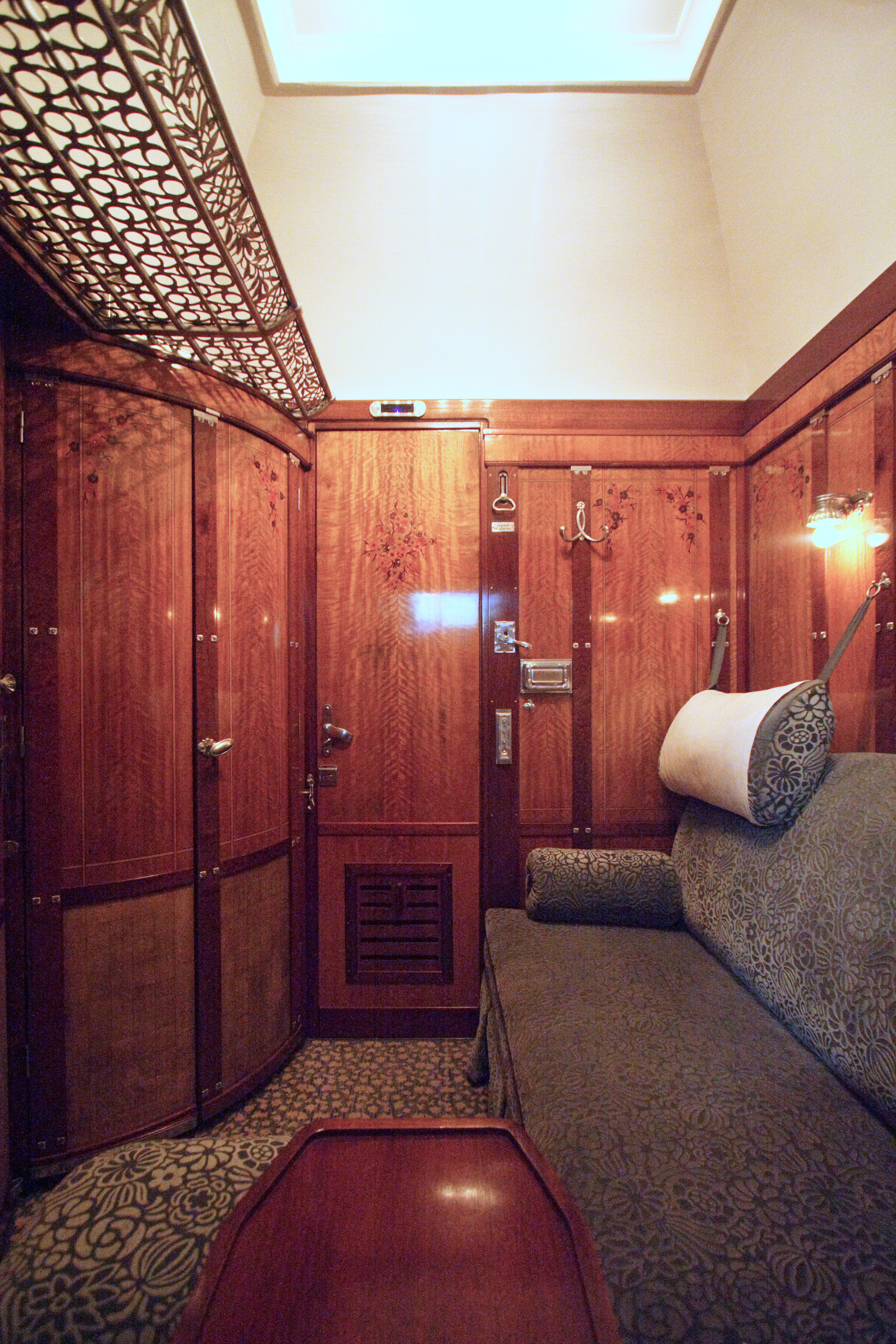
Lx型寝台車の個室

1922年12月から、ワゴン・リ社は同社初の鋼製寝台車であるS型(type S)をカレー・地中海急行に投入した。
ワゴン・リ社は1913年から、プルマン社の鋼製の新型客車をカレー・地中海急行に導入することを計画していたが、第一次世界大戦のため中止された。終戦後、戦争によって失った車両の補充を兼ねて鋼製客車を製造することになり、まずS型寝台車40両がイギリスのLeeds社で製造された。S型は全長（連結器間）23.5m、重量は53tで、通路は片側にあり寝台は枕木方向に配置されていた。車両中央部に二人用個室4室、両端に一人用個室8室を備え、定員は16名である。向かい合う二人用個室の間には共用の洗面室があり、両側の個室から扉を開けて利用できるようになっていた。このほか客車の両端にトイレとデッキがあった。
それまでのワゴン・リ社の木製客車は茶（マルーン）色で塗装されていたが、S型はこれ以降の同社の標準となる青地に黄帯で塗装されていた。その色から、カレー・地中海急行は「青列車」と呼ばれるようになり、後にワゴン・リ社自身も宣伝にこの名を用いるようになった。鋼製車両の導入により、乗り心地や安全性は大きく向上した。ただし食堂車と荷物車は木製であり、またパリ-ヴェンティミリア間で増結される寝台車も1923年までは木製だった。
1926年からは食堂車も鋼製車両に置き換えられた。またこの年にはカレー発とパリ発の列車が分離され、カレー発の列車はパリを経由せず、グランド・サンチュールから直接南方向へ向かうようにされたが、翌年にはパリ経由に戻された。
1929年1月にはさらに新型のLx型（Lx10型）寝台車がカレー・地中海急行に投入された。Lx型はワゴン・リ社の歴史上もっとも豪華な車両であり、一人用個室のみ10室からなり、すべての個室に専用の洗面台が備えられていた。
1930年代に入ると、世界恐慌の影響により一等旅客の数は減少した。またこのころから航空機が新たな競争相手として登場した。一方で1936年にフランスで有給休暇制度が発足したことにより、中流階級の間でバカンスの慣習が生まれた。このため1936年からカレー・地中海急行には二等車が連結されるようになった。またLx型客車も一部または全部の個室を二人用にしたLx16型やLx20型に改造して定員を増加させられるなど、「青列車」は次第にその性格を変えつつあった。
1939年9月、第二次世界大戦の勃発によりカレー・地中海急行は運行を中止した。

## 第二次大戦後
1946年10月7日にカレー・地中海急行は運行を再開した。この時の編成は一等・二等寝台車のほか一部区間は座席車も併結しており、また食堂車はパリ - ディジョン間およびマルセイユ - ニース間でのみ連結されていた。1948年5月のダイヤ改正で、座席車はフランス国鉄のパリ・コートダジュール急行として分離され、カレー・地中海急行は戦前と同様の編成に戻った。
1949年5月からは、それまで通称だった「青列車」が正式の名称とされ、公式の書類や時刻表に記載されるようになった。
1950年にはパリ - ディジョン間の電化に伴い同区間が電気機関車牽引となった。以後電化区間の延伸にともない次第に電気機関車の牽引区間が延長された。また1951年から、青列車はカレー - パリ北駅間で急行列車フレシュ・ドールと併結されるようになった。
1960年ごろまで使用される寝台車はLx型のみだったが、これ以降はP型やUH型も用いられるようになった。P型はワゴン・リ社初のステンレス製客車であり、同社では唯一無塗装だった。客室は一人用個室を上下二段に重ねる形で計20室配置している。
1965年には最後まで残っていたマルセイユ - ヴェンティミリア間での蒸気機関車がディーゼル機関車に置き換えられた。さらに1969年には同区間が交流電化され、これにより全区間が電気機関車牽引となった。
1968年にはLx型客車の運用が完全に終了し、以後はP型のほかMU型やT2型が用いられるようになった。MU型は二人または三人用個室を12室、T2型は二人用個室を上下二段に計18室備えている。
また1969年にはパリ以北への直通列車と分離され、青列車はパリ - ヴェンティミリア間の列車となった。なお、カレーと地中海沿岸との間には独立した夜行列車が設定され、2009年6月1日のダイヤ改正でカレー - ニース間のコライユ・ルネアが廃止されるまで運行された。

## 終焉
1971年、ワゴン・リ社が寝台車の営業を終了したことにともない、同社の寝台車はフランス国鉄に引き継がれ、青列車はフランス国鉄の通常の急行列車となった。
1980年には、TGVの営業開始にともない、パリから南東方面への長距離列車の体系が大きく整理された。パリ・コートダジュール急行などの夜行座席列車が大幅に減便され、代わって青列車にコライユVU型客車が連結されるようになった。VU型はコンパートメント式の座席車であるが、夜間には簡易寝台（クシェット）としても用いられる。
LGV地中海線の開業に先立ち、2000年5月のダイヤ改正でパリから南東方面への夜行列車は青列車を除きすべて廃止された。さらに2001年6月の改正では、青列車のパリでの始発駅はリヨン駅からオステルリッツ駅に変更された。
2007年12月9日には、最後まで残っていたT2型寝台車の営業が終了してコライユ客車のみとなり、また「青列車」の名称も用いられなくなった。これによりフランス国内の（簡易寝台でない）寝台列車は、国際列車を除きすべて廃止された。フランス国鉄では寝台車廃止の代替として、コライユ客車のコンパートメントを定員に満たないグループでも占有できるサービスを同年10月から始めている。
なお、トーマスクック ヨーロッパ鉄道時刻表では、当列車にまだT2型寝台車が連結されていた2000年代前半からLE TRAIN BLEUの列車愛称の誌面への記載をやめ、当初はSERVICE NUIT（夜行）、のちCORAIL LUNÉA（コライユ・ルネア）と記載していたが、2009年からCORAIL LUNÉAに代え定冠詞を省いたTRAIN BLEUの記載が復活した。同時刻表は列車愛称（train name）を正字体、列車種別（train category）を斜字体で記載しており、復活したTRAIN BLEUは斜字体であることから、愛称でなく種別であると理解できる表記となっていたが（トーマスクック ヨーロッパ鉄道時刻表 2011年冬・春号　地球の歩き方編集室 ダイヤモンド社 ISBN 978-4478040829）、2012年1月に夜行の列車種別LunéaがINTERCITÉSに統合され、他の夜行列車のCORAIL LUNÉAの表記が削除されるとともに、当列車の表記は正字体のTRAIN BLEUとなった（トーマスクック ヨーロッパ鉄道時刻表の原書である"European Rail Timetable" April 2012, Thomas Cook Publishing刊）。
その後、2017年12月10日のダイヤ改正で、パリとニースを結ぶ夜行列車は廃止された（"European Rail Timetable" Winter 2017/2018 edition p. 38）。

## 関連する作品
1924年にバレエ・リュスは「青列車」と題した演目をパリのシャンゼリゼ劇場で上演した。
イギリスの作家アガサ・クリスティは1928年に青列車を舞台にした推理小説「青列車の秘密（The Mystery of the Blue Train）」を発表した。
フランスの作家、ボワロー＝ナルスジャック（ピエール・ボワロー Pierre Prosper Boileau とトーマ・ナルスジャック Thomas Narcejac）は、青列車が停車する13の街を舞台とした推理小説アンソロジー「青列車は13回停る」（Le train bleu s'arrete treize fois）を1966年に合作で発表した。
この他、日本では、1984年に宝塚歌劇で初演されたミュージカル「琥珀色の雨にぬれて」では、第一次世界大戦後のパリを舞台に、主人公のクロードとジゴロのルイが、パリからニースへと向かう、恋人のシャロンを青列車で追いかけるシーンがある。

## レストラン「ル・トラン・ブルー」

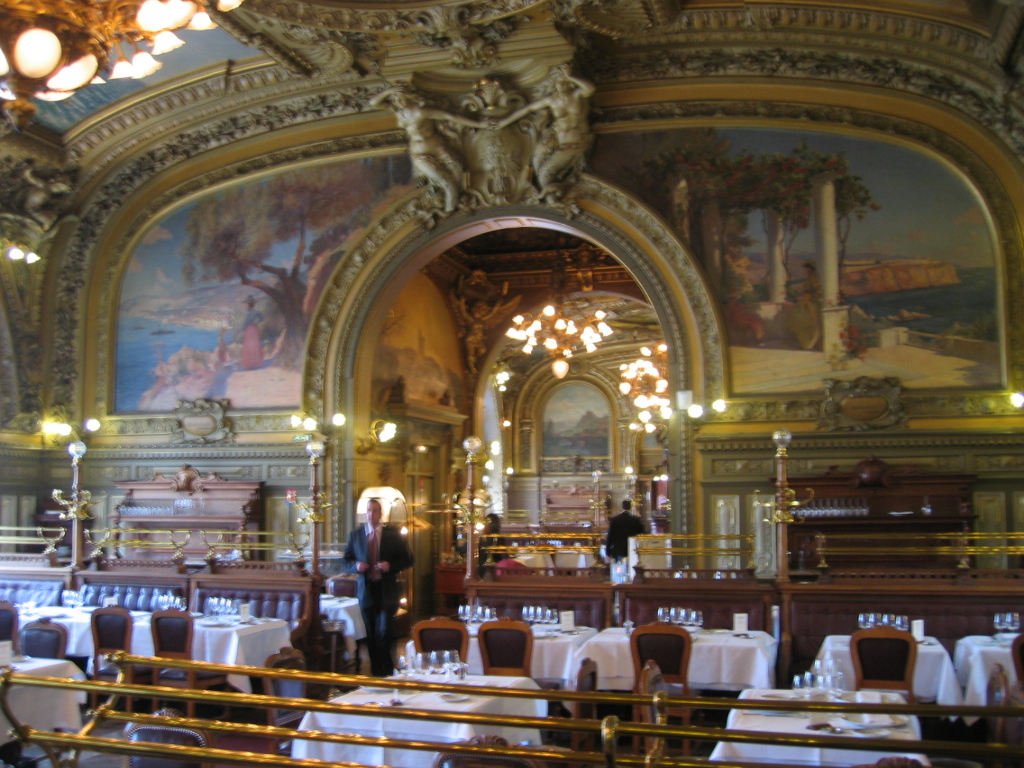
ル・トラン・ブルー

パリのリヨン駅の駅舎内には「ル・トラン・ブルー(Le Train Bleu)」と名付けられたレストランがある。これは現在の駅舎が完成した翌年の1901年に「リヨン駅食堂(Buffet de la Gare de Lyon)」という名で開業したもので、1963年に現在の名称に改名した。1970年には文化大臣アンドレ・マルローにより歴史的建造物(monument historique)に指定された。1990年の映画「ニキータ」に登場する。作中でニキータが誕生日に連れていかれたレストランがル・トラン・ブルーである。